# Tipula (Papuatipula) toxopeina
Tipula (Papuatipula) toxopeina is een tweevleugelige uit de familie langpootmuggen (Tipulidae). De soort komt voor in het Australaziatisch gebied.